# Monica Silverstrand
Monica Silverstrand es una cantante de música country sueca.
Al comienzo de su carrera, formó parte de la banda Wizex, y bajo el apellido Barwén tomó parte en el Melodifestivalen 1980 como corista del grupo Chips.
Actuó igualmente como solista, en la edición de 1993 de dicha preselección, con el tema "Vågornas sång" ("El Canto De Las Olas"), obteniendo la quinta posición. Dos años más tarde, lo volvería a intentar, en esta ocasión acompañada de Tina Leijonberg y el tema "Himmel På Vår Jord" ("El Paraíso En Nuestra Tierra").
Su carrera se caracteriza por haber interpretado papeles protagonistas (o pequeñas colaboraciones) en diferentes musicales en su país tales como "FAME", "Kristina Från Duvemåla", "Guldhatten" y "Sol, Vind Och Vatten".
Además de cantar country, también actuó en el programa Los heroes de la ciudad como la mujer cartero en el episodio "Missing Grandpop".
Durante la primavera de 2005, publica su nuevo trabajo de música country, "Been There, Done That".